# Oyama Masutatsu
Oyama Masutatsu (tiếng Nhật: 大山倍達, phiên âm Hán-Việt: Đại Sơn Bội Đạt, tên gốc tiếng Triều Tiên: 최영의; Hanja: 崔永宜, âm Hán Việt: Thôi Vĩnh Nghi, Choi Yeong-eui), tên thường gọi: Choi Bae-dal, Tiếng Triều Tiên: 최배달; Hanja: 崔倍達, âm Hán Việt: Thôi Bội Đạt); sinh ngày 27 tháng 7 năm 1923 tại Nam Triều Tiên, mất ngày 26 tháng 4 năm 1994 tại Tokyo, Nhật Bản), thường gọi tắt là Mas Oyama, là võ sư sáng lập trường phái Kyokushin, một trong những trường phái Karate có uy lực thực dụng được phương Tây gọi là Full Contact Karate. Không chỉ được xem là kỳ nhân trong võ giới Nhật Bản vì thành tích tay không đánh chết bò mộng, Oyama cũng nổi danh là người chưa từng từ chối bất kỳ một cuộc thách đấu nào trong suốt cuộc đời mình.

## Cuộc đời và võ thuật

### Những năm tháng đầu tiên
Oyama Masutatsu là một người gốc Triều Tiên, thuở nhỏ tên là Choi Yeong-eui (tiếng Triều Tiên: 최영의; chữ Hán: 崔永宜, âm Hán Việt: Thôi Vĩnh Nghi), nhưng thường gọi bằng tên yêu thích là Choi Bae-dal (Tiếng Triều Tiên: 최배달; Hán Việt: 崔倍達, âm Hán Việt: Thôi Bội Đạt). Oyama sinh năm 1923 tại Gimje, tỉnh Jeollabuk-do (North Jeolla) Nam Triều Tiên trong giai đoạn vùng đất này vẫn nằm dưới sự cai trị của Đế quốc Nhật Bản. Khi còn nhỏ Oyama được gửi tới sống trong nông trại của chị gái mình ở Mãn Châu Quốc. Năm 9 tuổi, cậu bắt đầu theo học một môn võ Trung Hoa tên là Thập bát thủ từ một người họ Lý đang làm việc ở nông trang này và cho đến khi trở về Triều Tiên năm 12 tuổi, Oyama tiếp tục học võ Triều Tiên.

### Đường đến với Karate
Năm 1938 khi 15 tuổi, Oyama Masutatsu đến Nhật Bản theo học chương trình đào tạo để trở thành một phi công lái chiến đấu cơ trong lực lượng không quân hoàng gia của Đế quốc Nhật Bản. Thời gian ở Nhật, ông đã chọn cái tên Nhật là Oyama Masutatsu (大山 倍達), trong đó cái tên Masutatsu viết theo Kanji sẽ được đọc là Baedal theo Hanja trong tiếng Triều Tiên. Baedal (倍達, Bội Đạt) là tên một vương quốc cổ vào thời Cổ Triều Tiên.
Tuy nhiên, nhưng do những khó khăn trong đời sống, mục tiêu của Oyama đã không thành hiện thực. Bỏ ý định trở thành phi công, Oyama theo học Judo và Quyền Anh. Nhưng cơ duyên hạnh ngộ với võ sư Funakoshi Gichin và hệ phái Shotokan Karate mới thật sự rẽ võ nghiệp của Oyama sang một bước ngoặt lớn lao. Say mê khi nhìn những môn sinh tập kata và kumite, chàng đã ghi tên tập tại võ đường của võ sư Funakoshi Gichin nằm trong Đại học Takushoku, học cùng với người con trai thứ ba của võ sư tên là Funakoshi Yoshitaka. Sự tập luyện chuyên cần với năng khiếu bẩm sinh đã khiến Oyama đạt được nhị đẳng huyền đai chỉ sau 2 năm tập luyện, vào năm chàng được 17 tuổi. Sau đó Oyama theo học hệ phái Goju-ryu Karate với võ sư So Nei Chu người Triều Tiên (từng vô địch quyền Anh của 6 trường đại học vùng Kansai, Nhật Bản). Khi gia nhập quân đội năm 20 tuổi, Oyama đã mang huyền đai đệ tứ đẳng Karate. Cũng trong những năm này Oyama quan tâm trở lại Judo, tiếp tục theo rèn tập và lại đạt tới tứ đẳng huyền đai chỉ sau 4 năm tập luyện.
Năm 1945, sự thất bại của Nhật Bản trong Thế chiến 2, sự khinh miệt sau đó của những kẻ chiếm đóng, cùng ước vọng trở thành sĩ quan lục quân tan vỡ đã trở thành những cú sốc giáng mạnh vào cuộc đời Oyama Masutatsu. Vượt quá sức chịu đựng của một chàng trai trẻ, Oyama đã sống những ngày giang hồ, thường xuyên gây gổ với lính Mỹ đồn trú trên đất Nhật, đánh gục chúng khi chứng kiến chúng hiếp đáp phụ nữ Nhật Bản và nện những tên vô lại trên đường phố trung tâm Tokyo. Mặc dù không bị truy tố vì tự vệ chính đáng và gia đình nạn nhân đã tha thứ, nhưng việc dùng Karate gây ra cái chết của một kẻ du đãng cũng khiến Oyama khủng hoảng nặng nề muốn từ bỏ vĩnh viễn võ nghiệp. Trong những ngày này, võ sư So Nei Chu đã gợi ý Oyama nên ẩn cư để tránh xa phần còn lại trên thế giới trong vòng 3 năm nhằm phát triển võ công và khí công. Lo sợ tinh thần và kỹ pháp Karate của bản thân sẽ trở nên hoang tàn như đường phố Tokyo sau chiến tranh, lại được sự ủng hộ và khuyến khích của So Nei Chu, Oyama quyết định lên núi tu luyện bất chấp sự phản đối của hầu hết bè bạn khi họ chỉ trích chàng chọn sự nghiệp Karate giữa thời đại bom nguyên tử là điều điên rồ.

### Rèn tập trong cô tịch
Năm 1946 bỏ qua những lời khuyên của người thân và bạn bè nên ở lại làm ăn kinh tế Oyama Masutasu nói "tôi có thể trở thành một thằng ngu trong 80 triệu dân Nhật Bản cũng không sao" và ông lên núi Minobu tại Yamanashi, thuộc tỉnh Chiba tu luyện. Núi Minobu chính là nơi samurai Miyamoto Musashi (1584 - 1645) từng sáng lập hệ phái song kiếm Hyoho Niten Ichi-ryu (hay Nito-ryu). Lý do khiến Oyama quyết định chọn núi Minobu bởi chàng tôn kính võ sư tiền bối Miyamoto Musashi và đặc biệt yêu thích bút pháp của Yoshikawa Eiji miêu tả samurai này trong tác phẩm cùng tên Musashi. Lần vào núi này Oyama đi cùng với một sinh viên tên là Yashiro.
Sau 6 tháng tập luyện trong hoang lạnh và cô độc, Yashiro đã bỏ trốn vào một đêm khuya vì không chịu đựng được thêm. Điều đó càng khiến cho Oyama căng thẳng và nhiều lúc tưởng không sao thắng được ý định hạ sơn. Thêm vào đó, một thời gian sau người bảo trợ của Oyama đã báo cho chàng biết rằng không còn khả năng chu cấp cho chàng nữa và Oyama đã xuống núi sau 14 tháng ẩn cư.
Năm 1947 Oyama đạt thành tích vô địch Karate nội dung đối kháng tại Đại hội võ thuật Nhật Bản do Enshin-kai tổ chức tại Hội đường Maruyama, Kyoto, sau khi so găng với một vận động viên có sở trường là cú đá vòng cầu thần tốc từng vô địch trong giới sinh viên Nhật Bản. Dù vậy, chàng vẫn cảm thấy trống rỗng trong tâm vì chưa hoàn thành 3 năm ẩn cư. Thêm vào đó So Nei Chu đã viết thư động viên Oyama cố gắng hơn trong nỗ lực để không chỉ trở thành một võ sư Karate mạnh nhất Nhật Bản mà còn phải làm chủ được cả thể xác và tinh thần. Oyama đã quyết định vào núi Kiyosumi tỉnh Chiba, một ngọn núi hoang sơ rất thích hợp cho việc luyện tập nội công, tiếp tục tu luyện vào năm 1948. Lần tu luyện này, với ý chí cao độ "nhất tâm kiên cường", Oyama chỉ mang theo hành lý quan trọng nhất là bộ sách Musashi 8 quyển của Yoshikawa Eiji, kiếm, thương, súng săn, một bộ tạ, nồi niêu với hạn độ ít nhất.
Sinh hoạt trên núi, như tự truyện Sekai kenka ryoko (Du hành vào thế giới chiến đấu, Nhà xuất bản Kyokushinkai Karate Best Seller ấn hành lần đầu năm 1968) của Oyama thuật lại, mỗi ngày mới bắt đầu từ 4 giờ sáng khi Oyama tỉnh táo nhờ ngâm mình trong dòng suối gần đó, chạy lúp xúp về lều và tập tạ để luyện thể lực, ăn uống và đọc sách. Sau đó, vào 4 giờ chiều cho tới đêm khuya chàng luyện các đòn quyền, cước trên những thân cây đã quấn rơm quanh lều. Để chống chọi lại cảm giác đơn độc trong đêm khuya trên núi không một bóng người Oyama viết câu "bình tĩnh và hành động" hoặc vẽ một vòng tròn trên giấy dán lên bức vách lều, nhìn chăm chú để thống nhất thân tâm; ngồi quỳ dưới thác nước giá lạnh và hung dữ; treo mình trên những chùm rễ cây lơ lửng trên miệng vực và liên tục tấn công vào thân cây bằng những đòn kata. Đặc biệt, chàng nghĩ ra việc ngăn chặn ý định xuống núi bằng cách cạo rụng một bên lông mày và để râu tóc mọc tự do nhằm trở thành một con người kỳ dị xa lạ với thế giới của những con người bình thường. Khoảng 3 tháng sau khi lông mày mọc ra như cũ chàng lại cạo phía bên đối diện. Cũng trong những năm tháng này, học theo các ninja ngày xưa, chàng luyện các kỹ pháp bật nhảy, nhào lộn để tăng sự dẻo dai của cơ thể bằng cách trồng cây tầm ma, một loại cây có sức sinh trưởng mạnh, cắt ngọn còn độ hai thước và tập nhảy qua mỗi ngày 300 lần theo sự phát triển của cây; đồng thời luyện công phá cạnh tay và nắm đấm vào đá sỏi. Lần đầu tiên trong đời chàng thực cảm thấy mình đã trở nên mạnh mẽ khi dùng tay chặt vỡ đá bằng đòn shuto trong một đêm trăng. Khoảng một năm rưỡi sau đó, ngày Oyama xuống núi, những cây cối quanh căn lều của chàng đã trơ trọi, chết rụi vì những đòn quyền cước và bên lều, một đống đá nát vụn đã chất cao lên như núi.

### Hạ sơn nhập thế và những kỳ tích công phu
Năm 1950, Oyama Masutatsu hạ sơn và tử chiến với một con bò mộng tại thành Tateyama huyện Chiba. Và bắt đầu từ đây Oyama đã trở thành huyền thoại vì những kỳ tích công phu dùng tay không hạ sát 47 con bò mộng hung dữ với bốn con chết tại chỗ và những con khác bị gãy sừng vì cú chặt cạnh bàn tay (theo một số tài liệu thì số lượng những con bò mà Oyama hạ sát là 52 con trong đó có ba con chết tại chỗ). Cũng không hiếm lần Oyama đối mặt với tử thần. Chẳng hạn năm 1957 ở tuổi 34, Oyama suýt chết tại México khi một con bò nổi điên vòng ra sau lưng húc, kéo lê và giày xéo lên người ông khi ông đã ngã xoài ra trên mặt đất. Oyama đã cố gắng hạ con bò và chặt gãy sừng nó nhưng sau đó phải nằm liệt giường 6 tháng trong khi chờ những vết thương chí mạng hồi phục.
Năm 1952, Oyama Masutatsu du hành tới Mỹ và nhận lời thách đấu trực tiếp trên truyền hình 7 trận và toàn thắng. Năm 1955 khi ông biểu diễn đòn shuto chặt bay cổ chai rượu Whisky dựng đứng mà phần thân chai bên dưới không bị đổ, ông được công chúng Mỹ đặt danh hiệu "god hand" ("Thần thủ" hay "Thánh thủ"). Chiêu thức này nhiều môn đồ của ông tại võ đường Kyokushin Karate về sau cũng luyện thành. Tháng 1 năm 1964 các võ sư Muay Thái (quyền Thái) thách đấu với Karate Nhật Bản, giới Karate Nhật từ chối vì cho là "tà đạo", nhưng Oyama nhận lời và cùng với ba môn đệ là Kurozaki, Nakamura, Ozawa sang Bangkok giao đấu. Thắng 2 trong 3 trận, giữ uy tín cho Karate Nhật Bản. Trong suốt cuộc đời của Oyama Masutatsu, ông đã đến 32 quốc gia, giao đấu với trên 270 võ sĩ tài danh và rất nhiều người trong số đó bị ông hạ gục chỉ với một cú đấm. Một trận đấu thường không kéo dài quá 3 phút, và cũng không hiếm khi chỉ dài vài giây.

## Sự nghiệp

### Võ đường Kyokushin Karate
Năm 1953, Oyama mở võ đường đầu tiên của ông mang tên Oyama Dojo tại một bãi cỏ bỏ không tại Mejiro, Tokyo. Năm 1956, võ đường đúng nghĩa đầu tiên được mở tại một sân khấu Ballet cũ phía sau Đại học Rikkyo, cách 500 mét so với vị trí hiện nay của Đại Võ Đường ở Nhật và chính thức mang tên Kyokushinkai Karate. Tới 1957, có 700 thành viên thường xuyên luyện tập tại võ đường nhưng nhiều người đã bỏ đi do không chịu được sự khắc nghiệt trong tập luyện.
Những môn đồ thuộc các trường phái khác cũng đến tập ở đây, họ luyện đối kháng toàn diện (jisen kumite). Một trong những người dạy ở đây, võ sư Kenji Kato nói rằng họ sẽ phát hiện những điều hay từ các môn phái khác và sẽ tiếp thu bất cứ chiêu thức nào "có ích trong thực chiến". Đây chính là phương thức phát triển Karate theo cách của Oyama Masutatsu: ông học các tuyệt kỹ từ mọi môn võ và không bao giờ bó buộc mình chỉ với Karate. Nhấn mạnh đặc biệt vào tính hiệu dụng của chiêu thức, Oyama lược bỏ tất cả những gì màu mè không có ích trong thực chiến để phát triển một tinh thần võ thuật thuần khiết và cương mãnh.

### Văn vũ lưỡng đạo
Ở một khía cạnh khác, Oyama không chỉ là một võ sư Karate với quả đấm thép, ông còn là một cây bút xuất sắc có khả năng sáng tác mạnh mẽ. Tác phẩm What’s Karate? của ông xuất bản tại Nhật tháng 1 năm 1958 đã tạo nên kỷ lục sách bán chạy nhất tại hải ngoại. Sau tác phẩm này, Oyama còn viết 13 quyển về Kỹ thuật Karate, Tự truyện Sekai kenka ryoko (Du hành vào thế giới chiến đấu) gồm 8 quyển, Luận văn võ đạo 20 quyển. Ông còn là giám đốc của Nhà xuất bản Power Karate và giám đốc phát hành của nguyệt san tạp chí Power Karate xuất bản tại Nhật. Cho đến cuối đời, Oyama vẫn còn một công trình dang dở là cuốn Karate bách khoa từ điển được ông chấp bút từ năm 1980. Năm 1997, 3 năm sau khi ông mất tác phẩm này được học trò của ông biên soạn lại và cho xuất bản dưới nhan đề một cuốn bách khoa toàn thư Karate The unfinished Encyclopedia of Karate.

## Thông tin thêm
Núi Kiyosumi ở Chiba ngày nay được xem là Thánh địa của Kyokushinkai Karate. Ngày 20 tháng 9 năm 1995 tấm bia kỷ niệm Oyama Masutatsu đã được 16 tuyển thủ ưu tú đặt vào nơi vị thầy mình từng tập luyện Karate trong cô độc.
Mặc dù nhập quốc tịch Nhật Bản, Oyama vẫn giữ quốc tịch Hàn Quốc của mình.
Năm 2004, đạo diễn Yang Yun-ho dựng thành bộ phim Baramui paiteo (바람의 파이터, tựa tiếng Anh: Fighter in the Wind) dựa trên những chi tiết một phần cuộc đời của ông, để kỷ niệm 10 năm ngày mất của ông. Vai chính Choi Bae-dal do nam diễn viên Yang Dong-geun thủ diễn.